# 中島経夫
中島経夫（なかじま つねお、1949年8月 - ）は、日本の魚類学者である。琵琶湖博物館名誉学芸員。

## 略歴
1949年東京都生まれ。1982年京都大学大学院理学研究科修了。理学博士（学位論文：「コイ目魚類における咽頭歯系の個体発生に関する比較形態学的研究」）取得。日本学術振興会奨励研究員。岐阜歯科大学（現在朝日大学）歯学部助手。1991年琵琶湖博物館準備室主査。1997年琵琶湖博物館専門学芸員、2010年琵琶湖博物館を上席総括学芸員として退職、同名誉学芸員。2010年総合地球環境学研究所客員教授。2012年岡山理科大学生物地球学部・同大学大学院総合情報研究科教授。2018年退官。専門分野はコイ科魚類の咽頭歯に関する形態学的研究、およびそれに基づく古生物学的および考古学的研究。「コイ科魚類の形態学的研究を展開し、発生学・系統分類学・古生物学など広い分野における業績」に対し、1997年に第6回生態学琵琶湖賞を受賞。

## 出版物

### 書籍
- Comparative Studies on Pharyngeal Teeth of Cyprinids. Tokai University Press, Tokyo.2018

### 主な論文
- Evidence for fish cultivation during the Yayoi Period in Western Japan.  International Journal of Osteoarchaeology, 20:127-134.
- On the pharygeal tooth remains of crucian and common carps from the Neolithic Tianluoshan site, Zhejian Province, China, with remarks on the relationship between freshwater fishing and rice cultivation in the Neolithic age.  International Journal of Osteoarchaeology, 22:294-304.
- 河南省舞陽県賈湖遺址出土的鯉科魚類咽歯研究．第四紀研究，35(1):192-198
- Common carp aquaculture in Neolithic China dates back 8000 years. Nature Ecology and Evolutuion, 2019(9), DOI: 10.1038/s41559-019-0974-3

### 編著
- 『魚つかみを楽しむ 魚と人の新しいかかわり方』うおの会共著、新評論、2011
- 『水辺エコトーンにおける魚と人：稲作起源論への新しい方法』槙林啓介共編、ふくろう出版、2014
- 『琵琶湖の自然史』琵琶湖自然史研究会編、八坂書房、1994

### 分担執筆
- Origin and Temporal Succession of the Cyprinid Fish Fauna in Lake Biwa.   Kawababe, H., et al., eds. “Lake Biwa: Interactions between Nature and People” pp.17-23, Springer, 2012
- 「参加型調査による資料収集」八尋克郎他編『博物館でまなぶ 利用と保存の資料論』117-222pp. 東海大出版会、2011
- 「田螺山遺址K3魚骨坑内的鯉科魚類咽歯」北京大学中国考古学研究中心・浙江省文物考古研究所編『田螺山遺址自然遺存綜合研究』，pp. 206-236, 文物出版社，北京．
- 「由鯉科魚類咽歯遺存遠観史前時代漁撈同稲作的関係」北京大学中国考古学研究中心・浙江省文物考古研究所編『田螺山遺址自然遺存綜合研究』，pp. 279-294, 文物出版社、2011
- 「琵琶湖周辺の淡水魚の分布－自然と人間の営みの重層的歴史の結果として－」前畑政善・宮本真二編『鯰-イメージとその素顔』，pp.217-232，八坂出版，2008
- 「多様な形はどのようにできあがるか - コイ科魚類の咽頭歯」松浦啓一編魚『魚の形』，p．69-113．東海大出版会　2005
- 「自然環境と文化のかかわり - 縄文から現代へ -」梅原猛編『縄文人の世界』，pp.354-377，角川書店､2004
- 「東アジアの淡水魚や西日本の基層文化を育んだ日本海」金関恕編『日本海 – 東アジアの地中海』，pp.181-200，桂書房，2004
- 「淡海の魚から見た稲作文化」守山市教育委員会編『弥生のなりわいと琵琶湖 – 近江の稲作漁労民』pp.70-91．サンライズ出版，2003
- 「コイの咽頭歯と地球の歴史」日高敏隆編『水と生命の生態学』，pp.201-216，講談社，2000
- 「比較形態学からみた歯」古橋九平監修『歯の進化からさぐる ヒトの歯の形態学』pp.3-52， 医歯薬出版，1987
- 「琵琶湖における魚類相の成立と種分化」水野信彦・後藤晃編『日本の淡水魚類 − その分布, 変異, 種分化をめぐって』pp.215-229.，東海大出版会，1987
- 「大氷河時代の琵琶湖のコイ」井尻正二編『大氷河時代』pp.87-97，東海大出版会，1977

### 翻訳
- 『脊椎動物の進化「原著第４版」』、田隅本生監訳、築地書館．1994
- 『椎動物の進化様式（L.B.Halstead "The pattern of vertebrate evolution"）』田隅本生監訳、法政大学出版局、1984
- 『歯のかたち 魚の歯からヒトの歯まで（J. Anthony "Cours d'Anatomie Dentaire Comparee"）』Bekaert,N共訳、医歯薬出版，1983
- 『中国鯉科魚類誌（伍献文著 中国鯉科魚類志）』小早川みどり共訳、たたら書房，1980